# ГЕС Канідера
ГЕС Канідера (яп. 蟹寺発電所, Канідера хацуденшьо, Гепберн: Kanidera hatsudensho) — гідроелектростанція в Японії на острові Хонсю. Знаходячись після ГЕС Утсубо (25,4 МВт), становить нижній ступінь каскаду на річці Міягава, лівій твірній річки Дзіндзу, що в місті Тояма впадає до затоки Тояма (Японське море).

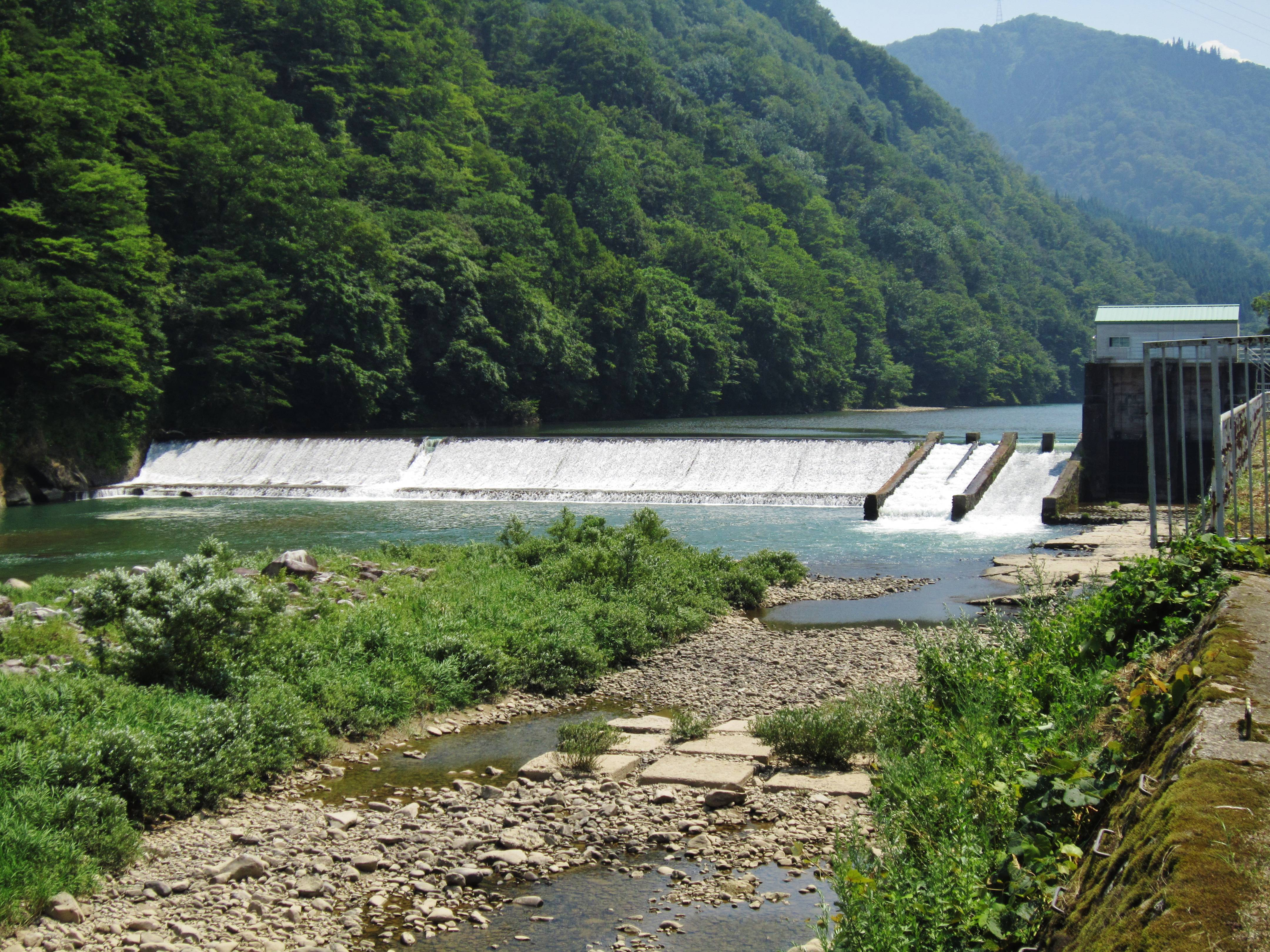
Водозабірна споруда станції

У межах проекту Міягаву перекрили невеликою водозабірною спорудою, котра спрямовує ресурс до дериваційної траси довжиною 13 км, яка починається з каналу, що невдовзі переходить у тунель довжиною 12,1 км з діаметром 5 метрів. Траса завершується у верхньому балансувальному басейні довжиною 95 метрів та шириною 17 метрів, з якого беруть початок два напірні водоводи довжиною по 0,25 км з діаметром 2 метри.
Основне обладнання станції становлять дві турбіни типу Френсіс загальною потужністю 51 МВт, які використовують напір у 134 метри.
Відпрацьована вода відводиться до Міягави незадовго до її злиття з Такахарою в річку Дзіндзу. На останній працює власний каскад гідроелектростанцій, верхнім у якому є гідрокомплекс Дзіндзуґава I/Іорідані.